# Cyrtopodion persepolense
Espèce
Cyrtopodion persepolense est une espèce de geckos de la famille des Gekkonidae.

## Répartition
Cette espèce est endémique de la province du Fars en Iran.

## Étymologie
Son nom d'espèce, composé de persepol[is] et du suffixe latin -ense, « qui vit dans, qui habite », lui a été donné en référence au lieu de sa découverte, la ville de Persépolis.

## Publication originale
- Nazarov, Ananjeva & Rajabizadeh, 2010 "2009" : Two New Species of Angular-Toed Geckoes (Squamata: Gekkonidae) from South Iran. Russian Journal of Herpetology, vol. 16, no 4, p. 311-324.